# 中视传媒
中视传媒股份有限公司（简称中视传媒，上交所：600088）是中国中央电视台控股的一家传媒类A股上市公司，于1997年在上海证券交易所上市。主要经营影视拍摄、制作、旅游、广告商业开发等业务。

## 简介
中视传媒拥有无锡、南海两个大型影视基地，总计占地3000余亩，景观为中国魏晋、唐宋、明清、民国等历代建筑。此外，亦代理中国中央电视台相当一部分广告资源。

## 历史沿革
1997年5月22日，中央电视台无锡太湖影视城、中国国际电视总公司、北京中电高科技电视发展公司、北京未来广告公司、北京荧屏汽车租赁公司五家单位共同出资，拟成立无锡中视影视基地股份有限公司。并在上海证券交易所发行5000万股。1997年7月9日，正式注册成立，注册资本为16,800万股。
2001年8月，更名为中视传媒股份有限公司。2006年6月，股权分置改革。2020年6月15日，由中视传媒、佛山电视台、北京灿烂星光、顺控集团联合建造的中视大湾区产业直播基地于佛山电视台隆重挂牌成立。2021年9月22日，中视传媒副总经理任达清辞职。

## 股东
截止2009年12月31日，有10家主要股东；其中中国国际电视总公司的直属公司中央电视台无锡太湖影视城拥有54.37%的股份，占绝对比例，其余股东皆不及1%。

## 分子公司
- 无锡影视基地（中视传媒股份有限公司无锡影视基地分公司）
- 南海影视城（中视传媒股份有限公司南海分公司）
- 上海中视国际广告有限公司
- 北京中视北方影视制作有限公司

## 部分作品
- 电视剧
  - 《麻辣婆媳》《雪域情》《国家使命》《名校》《西游记》续集《中国地》《赵氏孤儿案》《山楂树之恋》《马向阳下乡记》《惹上你，爱上你》
- 电影
  - 《梅里雪山》、《美丽的大脚》、《5颗子弹》
- 电视电影
  - 《我们》、《生死劫》、《冯齐的忏悔》
- 纪录片
  - 《幼童》、《抗战》、《楠溪江》、《敦煌》、《美丽中国》

## 外部
- 官方网站